# 埃卡永河畔蒙绍
埃卡永河畔蒙绍（法語：Monchaux-sur-Écaillon，法語發音：[mɔ̃ʃo syʁ ekajɔ̃]）是法国上法兰西大区北部省的一个市镇，位于该省东部，属于瓦朗谢讷区。

## 地理
埃卡永河畔蒙绍（50°17'11"N, 3°27'19"E）面积4.55 平方千米，位于法国上法蘭西大區北部省，该省份为法国最北部的省份及最长的省份，西北濒北海，西接加来海峡省，南至埃纳省和索姆省，东与比利时接壤。
与埃卡永河畔蒙绍接壤的市镇（或旧市镇、城区）包括：曼镇、蒂扬、阿斯普尔、韦尔尚莫格雷、凯雷南。
埃卡永河畔蒙绍的时区为UTC+01:00、UTC+02:00（夏令时）。

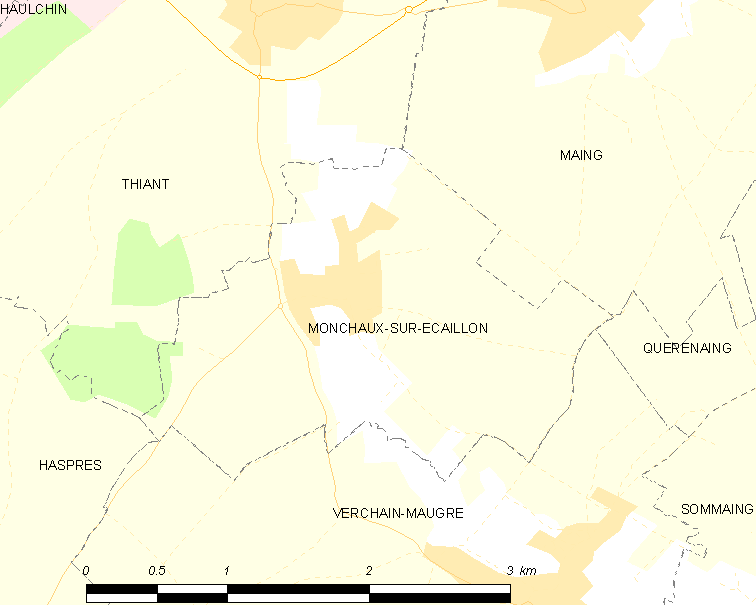
埃卡永河畔蒙绍的OSM定位图

## 行政
埃卡永河畔蒙绍的邮政编码为59224，INSEE市镇编码为59407。

## 政治
埃卡永河畔蒙绍所属的省级选区为欧努瓦莱瓦朗谢讷县。

## 人口

1962-2008年间埃卡永河畔蒙绍人口变化图示

埃卡永河畔蒙绍于2022年1月1日时的人口数量为583人。